# Víðidalstunga
Víðidalstunga – wieś położona w północnej części Islandii. 
W okolicy mieszkała rodzina szlachecka co najmniej od początku XIV wieku. Kościół Víðidalstungukirkja został zbudowany w 1889 roku i zawiera ołtarz oraz obrazy malarza Ásgrímura Jonssona.